# Pedro Aizpurua Zalacain
Pedro Aizpurua Zalacain (Andoáin, Guipúzcoa, 13 de mayo de 1924 - ibíd., 13 de agosto de 2018) fue un compositor, director de coro, pedagogo y organista español afincado desde 1960 hasta su muerte en Valladolid, en cuya catedral desempeñó el cargo de canónigo maestro de capilla.

## Biografía
Licenciado en filosofía y teología por la Universidad Pontificia de Comillas, siendo organista de su Schola Cantorum (1941-1948). Poseedor de las carreras de piano, órgano y composición por el Conservatorio Superior de San Sebastián, estudiando las dos primeras con Luis Urteaga y la tercera con Francisco Escudero.
Ingresó por oposición como canónigo maestro de capilla en la catedral de Orihuela (Alicante), donde fundó la Schola Cantorum del Seminario. En 1960 se traslada a Valladolid. Entre tanto, realiza cursos de musicología con Samuel Rubio y Jacques Cheilley, en la Universidad de La Sorbona (París).
En los años sesenta, Luis de Pablo le introdujo en el mundo de la música contemporánea, convirtiéndose en uno de los autores más vanguardistas. Su potente imaginación musical se plasma en un lenguaje verdaderamente moderno pero que a la vez recoge la emoción religiosa procedente del gregoriano. En los últimos años ha mostrado un gran interés por la cuestión de la posmodernidad.
En 1970 obtiene por oposición la Cátedra de Conjunto Coral del Conservatorio de Música de Valladolid, que gana por unanimidad. Imparte al mismo tiempo la disciplina de Formas musicales. Dirigió la institución entre 1977 y 1987 y fundó y dirigió su Coro, con quien grabó repertorio del Cancionero de Segovia y de Palacio. Dirigió la Coral Vallisoletana. Desde 1988 es académico de número de la Real Academia de Bellas Artes. Es miembro de la Asociación de Compositores Vasco-Navarros.
En su faceta compositiva desarrolló una vasta obra, principalmente coral, en latín, castellano y euskera, además de diversas armonizaciones y adaptaciones de obras corales. En la vertiente pedagógica escribió tres volúmenes de teoría y práctica coral, impartiendo conferencias por toda Europa. En el aspecto musicológico, fue un asiduo publicador en la Revista Española de Musicología, en la Revista Melodías y en la de Tesoro sacro-musical. Gran conocedor del importante archivo musical de la Catedral de Valladolid, su discurso de ingreso en la Real Academia de Bellas Artes versó sobre Música y músicos de la Catedral Metropolitana de Valladolid, que fue contestado por Joaquín Díaz.
Como intérprete de órgano, dio conciertos en España y en el extranjero, como solista y como acompañante coral. Uno de sus últimos conciertos fue el realizado el 24 de mayo de 2014, inaugurando el nuevo órgano del Santuario Nacional de la Gran Promesa.
Desempeñó su actividad de Maestro de Capilla de la catedral vallisoletana hasta su muerte. De igual manera mantuvo hasta sus últimos días las clases que impartía a las monjas clarisas de Lerma y las que en verano realizaba en un convento ortodoxo griego. La muerte le sorprendió pasando unos días de vacaciones con su familia en su localidad natal, donde está enterrado.

## Obra musical

### Música sinfónico coral
- Misa para Coro y Orquesta (1955). Coro y orquesta.
- Cantata Las Edades del Hombre (1993). Soprano, barítono, coro, orquesta y efectos electroacústicos.

### Música coral
- Misa griega a tres voces blancas (1955)
- Diversos salmos e himnos religiosos.
- Diversas canciones profanas.

### Música de cámara
- Doce canciones castellanas (1978). Dulzaina y órgano.
- Cinco canciones del Renacimiento. Soprano y piano.

### Obra para órgano
- Comunión (1965)
- Tú (1983)
- Meditación (1997)
- Resonancias

### Obra para piano
- Clusteriana Didakus (2000), dedicada a Diego Fernández Magdaleno.
- Homaneje musical al silencio. Piano y cinta.

### Obra para dos pianos
- 2 FZ (1968), dedicada al Dúo Frechilla-Zuloaga.
- Desintegración
- Improvisación en forma de rondó (1990)

### CantataLas Edades del Hombre
Compuesta en 1993 en el marco del ciclo de exposiciones de arte sacro Las Edades del Hombre, supone la atenta mirada del compositor a la ruptura musical que se estaba produciendo en Europa y fuera de Europa. Fue estrenada en el Convento de San Esteban de Salamanca, a cargo de la Orquesta Sinfónica de Castilla y León y del Coro Nacional de España bajo la dirección de Max Bragado. Escrita para soprano, barítono, coro, orquesta y efectos electroacústicos sobre textos de José Jiménez Lozano, constituye una metáfora sobre el hombre y su destino contado a través de personajes de la vida sencilla (la hilandera, el leñador...). El clímax se produce en su última parte, iniciándose con el hombre que, como dice el texto, fue creciendo y creciendo, y crediendo hasta la edad del hombre y que concluye creciendo y crediendo, y crediendo y crediendo, y abarca más que el mundo y sus edades.
Se estructura en seis partes: Canto de la hilandera (Ensueño), Canto del leñador (Destrucción), Canto del astrólogo (Antifonía astral), Canto del pastor y Canto de la posadera (Passacaglia del Puer natus) y Canto de la hilandera (Más allá). Todos los cantos tienen una alusión a antífonas del canto gregoriano.
La obra requiere importantes efectivos corales y orquestales, con pasajes de extrema dificultad. A una nutrida plantilla orquestal sinfónica propia del postromanticismo se le añade una destacada presencia de la percusión, órgano y efectos electroacústicos. Así mismo, la parte coral está escrita para entre cuatro y doce voces. Los solistas alternan pasajes de tesitura extrema con una intensa intención dramática.
El 20 de septiembre de 2013, con motivo del XXV Aniversario de Las Edades del Hombre, la obra fue repuesta en un concierto extraordinario celebrado en el Centro Cultural Miguel Delibes de Valladolid, a cargo de la Orquesta Sinfónica de Castilla y León y el Coro de la Universidad de Valladolid, dirigidos por José Luis Temes.

## Discografía

### Como compositor
- Cantata Las Edades del Hombre. Orquesta Sinfónica de Castilla y León, Coro Nacional de España, Max Bragado, 1993.
- Soledad Sonora. Obras para piano. Diego Fernández Magdaleno, 2007.

### Como director
- Música en la Corte de Castilla, siglo XV-XVI. Cancionero de Segovia y Cancionero de Palacio. Coro de Cámara del Conservatorio de Valladolid, 1978.

### Como intérprete
- Dulzaina y órgano. Música religiosa popular. Pedro Aizpurua (órgano) y Joaquín González (dulzaina), 1978.

## Semblanzas
Dentro de las monografías Creación musical contemporánea, de Diego Fernández Magdaleno, una de ellas, publicada en 1999, se centra en Pedro Aizpurua.